# Palaina pusilla
Palaina pusilla là một loài sên đất minute, một loài bụng nhuyễn thể mặt đất hoặc micromollusk trong họ Diplommatinidae. Nó là loài đặc hữu của Palau.